# Masikia
Masikia är ett släkte av spindlar. Masikia ingår i familjen täckvävarspindlar.
Kladogram enligt Catalogue of Life:
| Masikia | \| \| Masikia indistincta \| \| \| \| \| \| Masikia relicta \| \| \| \| |
|         | \| \| Masikia indistincta \| \| \| \| \| \| Masikia relicta \| \| \| \| |
|         | Masikia indistincta                                                     |
|         |                                                                         |
|         | Masikia relicta                                                         |
|         |                                                                         |